# Managementteam
Het managementteam (of MT) vormt de leiding van een organisatie of bedrijf. Alle disciplines van een bedrijf worden in het managementteam vertegenwoordigd door een of meerdere leden van het MT. Het managementteam is verantwoordelijk voor het beleid van het bedrijf.
Enkele functies in het managementteam zijn:
| Nederlandse titel               | Engelse titel                             | Functie                    |
| ------------------------------- | ----------------------------------------- | -------------------------- |
| Algemeen directeur              | Chief executive officer (CEO)             | Algemene leiding           |
| Operationeel directeur          | Chief operating officer (COO)             | Dagelijkse bedrijfsleiding |
| Financieel directeur            | Chief financial officer (CFO)             | Financiële zaken           |
| Commercieel directeur           | Chief commercial officer (CCO)            | Commerciële zaken          |
| Risicodirecteur                 | Chief risk officer (CRO)                  | Risicobeheer               |
| Verkoopdirecteur                | Chief sales officer (CSO)                 | Verkoop van de producten   |
| Marketingdirecteur              | Chief marketing officer (CMO)             | Marketing van de producten |
| Directeur Personeelszaken       | Chief human resources officer (CHRO)      | Personeelszaken            |
| Supply chain directeur          | Chief supply chain officer (CSCO)         | Supply chain management    |
| Inkoopdirecteur                 | Chief purchasing officer (CPO)            | Inkoop                     |
| Juridisch directeur             | Chief legal officer (CLO)                 | Juridische zaken           |
| ICT-directeur                   | Chief information officer (CIO)           | Informatie en communicatie |
| Technisch directeur             | Chief technology/technical officer (CTO)  | Onderzoek en ontwikkeling  |
| Directeur data & privacy        | Chief data officer (CDO)                  | Data management & privacy  |
| Informatiebeveiligingsdirecteur | Chief Information Security Officer (CISO) | Informatiebeveiliging      |

Afhankelijk van het belang van specialismen in een organisatie worden functies naar behoeve gecombineerd. 
Een managementteam bestaat niet alleen in de private sector maar ook in de publieke sector. Voor de Vlaamse gemeenten bijvoorbeeld verplicht het Decreet Lokaal Bestuur dat de gemeente en het OCMW een gemeenschappelijk managementteam hebben. Dit managementteam bestaat minimaal uit de algemeen directeur, de adjunct-algemeen directeur, de financieel directeur en alle andere personeelsleden van wie hun deelname nuttig wordt geacht. De burgemeester, of de door hem aangewezen schepen, maakt met raadgevende stem deel uit van het managementteam.  
Als managementfunctie kun je ook eigenaar zijn van een bedrijf. Het is niet ongebruikelijk dat oprichters van een bedrijf ook een uitvoerende rol op zich nemen. In veel gevallen zijn oprichters of medeoprichters ook aandeelhouders van het bedrijf, wat hen eigenaarschap geeft. 
Het eigenaarschap en de managementfunctie zijn echter juridisch en functioneel gezien verschillende rollen. Eigenaarschap betekent dat je aandelen bezit in het bedrijf en dus recht hebt op een deel van de winst en invloed hebt op strategische beslissingen via de aandeelhoudersvergaderingen. Een managementfunctie houdt in dat je verantwoordelijk bent voor de dagelijkse leiding en operationele beslissingen binnen het bedrijf.
Het is mogelijk dat een persoon beide rollen vervult, vooral in kleinere bedrijven of startups. In grotere bedrijven worden deze rollen soms gescheiden om belangenconflicten te voorkomen en de verantwoordelijkheden duidelijk te scheiden.